# Tapinoma christophi
Tapinoma christophi este o specie de furnici din genul Tapinoma. Descrisă de  Emery în 1925, specia este endemică în Liban și Federația Rusă.